# ダグ・サヴァント
ダグラス・ピーター・サヴァント（Douglas Peter Savant , 1964年6月21日 - ）はアメリカ合衆国カリフォルニア州ロサンゼルス郡バーバンク出身の俳優。

## 経歴
ソープオペラ『メルローズ・プレイス』で、当時は極めてセンセーショナルだったゲイ役の一つ、マットを演じた。しかしマットの登場シーンは放送コードによって大幅に削除されることが多く、FOXでは話題となった第2シーズン最終話でのキスシーンもカットされている。第6シーズンからは彼の役柄が事故死するという形で同番組を降板した。
2004年からは『デスパレートな妻たち』の主人公の一人リネットの仕事で不在がちな夫トム・スカーボを演じ、再び注目を集めた。当初は共演俳優（recurring character）の一人に過ぎなかったが、視聴者からの強い要望もあって、第2シーズンからレギュラーに昇格している。私生活では、『メルローズ』で共演したローラ・レイトンと再婚して一男一女をもうけている。最初の妻との間にも二人の子供がいる。

## 主な出演作品

### 映画
| 公開年 放映年 | 邦題 原題                                            | 役名                         | 備考       |
| ------------- | ---------------------------------------------------- | ---------------------------- | ---------- |
| 1985          | ティーン・ウルフ Teen Wolf                           | ブラッド                     |            |
| 1986          | ハロウィン1988・地獄のロック&ローラー Trick or Treat | ティム                       |            |
| 1987          | ハノイ・ヒルトン The Hanoi Hilton                    | アシュビー                   |            |
| 1988          | マスカレード/甘い罠 Masquerade                       | マイク・マクギル             |            |
| 1989          | ザ・コレクター/沈黙のオブジェ Paint It Black         | エリック                     |            |
| 1992          | ボニー&クライド Bonnie & Clyde: The True Story       | テッド・ヒントン保安官       | テレビ映画 |
| 1996          | ターミナル/末期病状 Terminal                         | ション・オグラディ博士       | テレビ映画 |
| 1998          | GODZILLA                                             | オニール軍曹                 |            |
| 1999          | フェイス・トゥ・キル A Face to Kill for              | ヴァージル                   | テレビ映画 |
| 1999          | バーティカル・クライシス First Daughter              | グラント・コールマン         | テレビ映画 |
| 2000          | バーティカル・ターゲット/大統領狙撃計画 First Target | グラント・コールマン         | テレビ映画 |
| 2002          | クロスライン 凶弾のターゲット First Shot             | グラント・コールマン         | テレビ映画 |
| 2004          | 合衆国沈没 Faultline                                 | アンソニー・マカリスター教授 | テレビ映画 |

### テレビシリーズ
| 放映年    | 邦題 原題                                                            | 役名                     | 備考                           |
| --------- | -------------------------------------------------------------------- | ------------------------ | ------------------------------ |
| 1992      | 新・刑事コロンボ Columbo                                             | デニス・マーロニー刑事   | エピソード『初夜に消えた花嫁』 |
| 1992-1997 | メルローズ・プレイス Melrose Place                                   | マット・フィールディング | 159エピソード                  |
| 1999      | プロファイラー/犯罪心理分析官 Profiler                               | トビー・ワトソン         | 1エピソード                    |
| 2002      | ファイヤーフライ 宇宙大戦争 Firefly                                  | ハーケン                 | 1エピソード                    |
| 2002      | 犯罪捜査官ネイビーファイル JAG                                       | 海軍特殊部隊隊長         | 1エピソード                    |
| 2004      | 堕ちた弁護士 -ニック・フォーリン- The Guardian                       | エリック・ケイン         | 1エピソード                    |
| 2004      | NYPDブルー NYPD Blue                                                 | ジェイソン・フォスター   | 1エピソード                    |
| 2004      | 24 -TWENTY FOUR- 24                                                  | クレイグ・フィリップス   | 4エピソード                    |
| 2004      | NCIS 〜ネイビー犯罪捜査班 NCIS: Naval Criminal Investigative Service | Larry Clannon            | 1エピソード                    |
| 2004      | NIP/TUCK マイアミ整形外科医 Nip/Tuck                                 | ジョエル・ギデオン       | 1エピソード                    |
| 2004      | CSI:科学捜査班 CSI: Crime Scene Investigation                        | ポール・ブラディ         | 1エピソード                    |
| 2004-2012 | デスパレートな妻たち Desperate Housewives                            | トム・スカーボ           | 176エピソード                  |
| 2014      | Hawaii five-o                                                        | Robert Young             | 1エピソード                    |